# Massa e potere
Massa e potere è un saggio di Elias Canetti pubblicato nel 1960. L'autore impiegò 38 anni per completare la scrittura definitiva della sua opera, tanto che egli stesso la definì l'opera di una vita. Il saggio si articola in 12 capitoli, l'ultimo dei quali costituisce l'epilogo dell'opera.

## La massa
Il primo capitolo, intitolato La massa, è dedicato alla sociologia delle masse, ai cristalli di massa e ai simboli di massa.
La massa è una situazione di momentanea assenza di identità che si forma per il capovolgimento del timore di essere toccati: 
 e si caratterizza per la tendenza ad accrescere di numero, per la concentrazione, per la tendenza verso una meta comune e per l'uguaglianza tra gli appartenenti che viene raggiunta al momento della scarica, "il momento in cui tutti coloro che appartengono alla massa si liberano delle loro differenze e si sentono uguali". Da ciò deriva un sollievo enorme ma illusorio, in quanto al disgregarsi della massa ognuno tornerà distante e diverso dagli altri.
La prima e più importante distinzione canettiana è quella tra "massa aperta" e "chiusa". 
La distruzione che solitamente la massa porta con sé (impulso di distruzione) è un attacco a tutti i confini. La massa vuole che niente la interrompa. La massa aperta - la "forma estrema della massa spontanea" – non ha alcun limite alla sua crescita. La massa aperta è la vera massa, la massa che si abbandona liberamente al suo naturale bisogno di crescita. Essa obbedisce solo alle leggi della moltiplicazione e dell'aggregazione, e si disintegra non appena smette di crescere. È più distruttiva, ma di breve durata, rispetto alla massa chiusa, e non mantiene la promessa di ripetizione. È un "pezzo unico". Lo scoppio può trasformare una massa chiusa in una massa aperta. Le masse "doppie", invece, sono masse chiuse complementari tra loro all'interno del medesimo sistema (es. maschi e femmine, vivi e morti, amici e nemici).
 L'esempio più chiaro è quello della guerra, in cui "lo scopo è trasformare una pericolosa folla di avversari vivi in un mucchio di morti". Nella massa c'è una particolare suscettibilità verso i nemici designati come tali, che possono mostrarsi rigidi o disponibili, ma le loro azioni verranno sempre interpretate dalla massa come se fossero malvagie e intenzionate e distruggerla.
La massa chiusa, invece, rinuncia alla crescita e pone l'accento sulla permanenza, stabilendo un confine tra sé e il mondo esterno, crescendo fino a un limite fisso e non oltre.
Le religioni storiche mondiali temono le insidie della massa. Ciò che desiderano è un gregge duttile. I fedeli vengono radunati e posti in uno stato di massa mitigato da funzioni sempre uguali a cui essi si abituano. La durata della chiesa dipende dalla somministrazione del senso di unità in dosi prestabilite.
Il panico è il disgregamento della massa nella massa. Il singolo se ne vuole staccare e deve lottare contro gli altri che ne ostacolano la fuga. Il panico come disgregazione si può prevenire solo prolungando lo stato originario di timore unitario di massa, ad esempio  continuando a pregare il dio comune per l'estinzione del fuoco in una chiesa data alle fiamme.
In base al movimento si riconoscono masse statiche e masse ritmiche. L'equivalenza degli appartenenti alla massa ritmica procede nell'equivalenza delle loro membra che vengono tutte a coincidere. Nella danza Haka dei Maori della Nuova Zelanda, tutti agiscono all'unisono non solo con gambe e braccia, ma anche con dita dei piedi e delle mani, lingue e occhi. La massa statica è invece compatta e attende: attende parole, assiste a un combattimento, ecc. La scarica è indispensabile, senza di essa non si può dire che la massa esista davvero. La scarica può costituire il punto di lacerazione della massa, ad esempio nelle esecuzioni pubbliche. Il grido improvviso oggi diffuso nelle manifestazioni sportive è la voce della massa e la sua spontaneità è determinante. Nei concerti, per cui c'è stata un'educazione artistica alla staticità, sono invece biasimati movimenti e rumori.
In base alla distanza dalla meta si distinguono masse lente e masse veloci. Tra le varie tipologie distinguibili per contenuto affettivo vi sono la massa aizzata, la massa in fuga, la massa del divieto, la massa di rovesciamento (liberazione collettiva dagli ordini, ad esempio la presa della Bastiglia), la massa festiva e la massa invisibile (i defunti).
I "cristalli di massa" sono invece gruppi ristretti di uomini, rigidamente organizzati e durevoli nel tempo, che possono contribuire alla formazione di masse (es. l'esercito, la corte, ecc.). La natura "rigida" attribuita a questi "cristalli", in contrasto con la natura aperta e fluida della folla vera e propria, introduce un modello più esplicito di attività umana aggregata, simile agli stati molecolari della materia, con la massa aperta paragonabile a un gas inconfinabile che presto si disperde, in contrapposizione ai gruppi "più densi", più rigidi, come quelli creati dall’addestramento militare, che sono più simili a solidi o cristalli.
Tra i simboli di massa sono da annoverare il fuoco (simbolo generale di massa), il mare (simbolo della massa aperta), il fiume (simbolo della massa lenta), la pioggia (simbolo della scarica), il vento (simbolo della massa invisibile), la sabbia (simbolo della discendenza da un antenato comune), la foresta (simbolo dell'esercito), il grano, i mucchi, i mucchi di pietre, il tesoro.

## La muta
Il secondo capitolo, La muta, tratta i fenomeni sociologici e antropologici relativi a gruppi ristretti di uomini.
La muta si manifesta in quattro forme:
La muta di caccia si forma ovunque gli individui partecipano alla caccia di una preda che il singolo non riuscirebbe o riuscirebbe difficilmente a catturare; la muta di guerra presuppone un'altra muta di nemici; la muta del lamento si forma quando un membro del gruppo muore; la muta di accrescimento si forma perché il gruppo o le entità a cui esso è collegato (animali o piante) deve accrescere il suo numero. Canetti sostiene che l'espandersi dell'umanità si deve proprio alle mute di accrescimento e non, come erroneamente si crede, alla procreazione. 
Le mute tendono a trasformarsi l'una nell'altra.

## Muta e religione
Il terzo capitolo, Muta e religione, analizza sociologicamente lo sviluppo delle religioni e dei riti a partire dalla muta.
In questo capitolo viene spiegato come il capovolgimento delle mute e i rapporti di trasmutazione fra una muta e l'altra siano alla base di tutte le principali religioni. Per quanto riguarda il cattolicesimo, definita religione di lamentazione, Canetti ne mette in evidenza la diffidenza verso la massa, manifestata in molteplici modi. Il cattolicesimo ha come orientamento generale la prevenzione o il ritardo delle formazioni di massa.

## Massa e storia
Il quarto capitolo, Massa e storia, descrive i simboli di massa delle nazioni e analizza le cause dell'inflazione in Germania che poi portarono all'antisemitismo.
Le nazioni vengono qui considerate come religioni di cui talvolta, particolarmente in tempo di guerra, acquistano la condizione. 
Gli appartenenti a una specifica nazione vedono sé stessi in stretto rapporto con un determinato simbolo di massa ed è proprio in questo che risiede la continuità del senso nazionale.
Tra i simboli di massa delle nazioni, il mare è caratteristico sia degli Inglesi (che si ritrovano a navigare spesso in condizioni tempestose) sia degli Olandesi (che lottano per strappare le loro terre al mare); la foresta che rappresenta l'esercito è il simbolo dei Tedeschi; la rivoluzione è il simbolo dei Francesi; la montagna è il simbolo degli Svizzeri; il torero (che rappresenta la lotta contro la paura mentre affronta animali feroci) è il simbolo degli Spagnoli; l'esodo è il simbolo che può rappresentare il popolo ebraico nel corso della storia; gli Italiani, invece, hanno cercato di fare di Roma il loro simbolo nazionale senza però ottenere il risultato sperato.

## Gli organi del potere
Il quinto capitolo,  Gli organi del potere, inizia l'analisi sociologica e antropologica del potere, che poi prosegue nei capitoli successivi. L'afferrare con le mani e l'incorporare coi denti vengono esaminati nella loro evoluzione fino a divenire organi del potere: Canetti sostiene che le azioni più antiche e importanti siano afferrare e incorporare.
Gli oggetti stessi sono nati come gesti delle mani. Parole e oggetti furono emanazione e conseguenza del rappresentare con le mani.

## Il sopravvissuto
Il sesto capitolo, Il sopravvissuto, tratta la sopravvivenza in alcuni popoli primitivi dal punto di vista antropologico e nel potere dal punto di vista sociologico. 

## Elementi del potere
Il settimo capitolo, Elementi del potere, illustra la forza, la velocità, la domanda e l'interrogatorio, il sentenziare e condannare, il perdono e la grazia, quali caratteristiche essenziali del potere. 

## Il comando
Nell'ottavo capitolo, Il comando, viene esaminato il comando quale elemento del potere che contiene una minaccia di morte domesticata e differita che pende sul destinatario del comando. 

## La metamorfosi
Il nono capitolo, La metamorfosi, tratta l'analisi dell'imitazione, dell'emulazione, del presentimento e della metamorfosi, con la loro relativa correlazione con il potere.

## Aspetti del potere
Nel decimo capitolo, Aspetti del potere, vengono analizzati i vari atteggiamenti riconducibili al potere, quali lo stare in piedi, lo stare seduti, l'inginocchiarsi, l'accoccolarsi e lo sdraiarsi, con il relativo significato. 

## Sovranità e paranoia
Nell'undicesimo capitolo, vengono analizzati gli aspetti paranoici del potere di alcuni sovrani e il caso di Daniel Paul Schreber. Qui il "sopravvissuto" è colui che crea masse di oppositori morti, utilizzando come arma la massa dei propri seguaci, pur rimanendo personalmente inviolabile. Questo concetto del sovrano assoluto come "sopravvissuto", evoca la concezione platonica del tiranno, che si sente perennemente assediato e in balìa del proprio disordine interno e della paranoia.

## Epilogo
Il dodicesimo capitolo, tratta il dissolvimento del sopravvissuto dove vengono analizzati anche la dicotomia capitalismo-socialismo in rapporto alla produzione e il cambiamento impartito dalla dotazione di bombe atomiche tra gli armamenti delle potenze mondiali. Nell'era atomica il "sopravvissuto" assume la sua forma definitiva come leader di una nazione dotata di un arsenale nucleare, in grado di distruggere l'intera umanità.

## Edizioni italiane
- Elias Canetti, Massa e Potere, trad. Furio Jesi, Rizzoli, Milano, I ed. 1972.
- id., Massa e Potere, Collana Biblioteca n. 116, Adelphi, Milano, I ed. 1981, ISBN 978-88-45-90487-5.
- id., Massa e Potere, Collana gli Adelphi n. 474, Adelphi, Milano, I ed. 2015, ISBN 978-88-459-2965-6.